# Узянское водохранилище
Узя́нское водохрани́лище — водохранилище на реке Узян в Белорецком районе Башкортостана. 
Объём воды — 4 000 000 м³. Площадь водной поверхности — 0,9 км². Максимальная глубина водоёма достигает 11 м, среднее значение составляет 4,4 м. При максимальной длине 2,3 км средняя ширина водохранилища составляет 400 м, а максимальная — 500 м.

## География
Узянское водохранилище расположено в Белорецком районе Башкортостана на реке Узян, в 44 км к юго-западу от Белорецка. Река Узян впадает на востоке двумя рукавами и вытекает на западе. Береговая линия слабо изрезанная. Западный и южный берега прилегают к жилым массивам села Узян. К северному берегу подступает сосново-берёзовый лес. Склоны берегов низкие, пологие.

## История
Образовано во второй половине XVIII века плотиной для нужд Узянского железоделательного завода. Плотина водохранилища является памятником архитектуры регионального значения.
Весной 1985 года плотина была разрушена паводком. В 1996 году по просьбе местных жителей и при поддержке Президента Республики Башкортостан Муртазы Рахимова глухая земляная насыпная плотина была восстановлена и водохранилище было сдано в эксплуатацию. Длина плотины — 284 м, ширина 10 м, высота по гребню 14 м. Имеет паводковый шахтный автоматический водосброс из сборных труб. Была установлена мини-гидроэлектростанция мощностью 75 КВт (по другим данным, 50 КВт). 

## Рыбная фауна
В водах водохранилища обитают карась, хариус, уклейка, верховка, ротан и пескарь. Помимо этого, организовано специальное комплексное садково-бассейновое рыбоводное хозяйство по выращиванию форели и осетровых пород рыбы (севрюга).